# Maria de Rudenz
A Maria de Rudenz Gaetano Donizetti háromfelvonásos operája (opera seria). A szövegkönyvet Salvadore Cammarano írta Anicet-Bourgeois és Jean Maillon La nonne sanglante című regénye alapján. A művet 1838. január 30-án mutatták be először a velencei La Fenicében. Magyarországon még nem játszották.

## Szereplők
| Szereplő                                | Hangfekvés | Az ősbemutató szereposztása |
| --------------------------------------- | ---------- | --------------------------- |
| Maria de Rudenz                         | szoprán    | Caroline Unger              |
| Matilde di Wolf, unokahúga              | szoprán    | Isabella Casali             |
| Corrado Waldorf                         | bariton    | Giorgio Ronconi             |
| Enrico, a testvére                      | tenor      | Napoleone Moriani           |
| Rambaldo, Rudenz gróf egykori bizalmasa | basszus    | Domenico Raffaeli           |
| Rudenz gondnoka                         | tenor      | Alessandro Giacchini        |
| Lovagok, cselédek, nép.                 |            |                             |

## Cselekménye
Helyszín: Aarau, Svájc
Idő: 15. század

### Előtörténet
Gyilkosság vádja miatt a grófnak el kellett hagynia Bernt. Fiát, Corradót, Waldorf gróf gondjaira bízta. A nevelőapa eltitkolta a fiú elől apja kilétét, nehogy annak bűntetteiért rajta álljanak bosszút. Halálos ágyán azonban a titkot továbbadta Rudenz grófnak, pártfogását kérve mindkét fia számára (Enrico és Corrado). Utóbbi ezt meg is ígérte, ám amikor rájött a leánya és Corrado között szövődő szerelemre, figyelmeztette leányát, hogy a férfi, akit szeret, egy gyilkos fia. Maria azonban nem hallgatott apja tanácsaira és a fiúval együtt Velencébe szökött, ahol egy váratlan hódolója támadt. Maria meggondolatlanul viszonozta az ifjú közeledését és ezt Corrado is megtudta, viszont nem szólt semmit. Velencéből Rómába utaztak, ahol Corrado becsalta a lányt a katakombákba és magára hagyta, arra számítva, hogy éhen hal. Mariának azonban sikerül kijutnia a katakombákból. Corrado egyre attól retteg, hogy Maria előkerül, és fejére olvassa tettét. Közben Aarauban meghal az öreg Rudenz gróf is. Végrendeletében örököseként, egyben a hercegi székben utódjaként unokahúgát, Matilde di Wolffot jelöli meg, ha pontosan halálának első évfordulóján frigyre lép egy általa választott nemesi származású férfival és közben leánya, Maria nem kerül elő.

### Első felvonás
Szolgálói Matildét készítik fel az esküvőre. Ezen a napon van Rudenz gróf halálának évfordulója, s ezen a napon kell Corradónak feleségül vennie Matildét. Megérkezik Enrico, aki ekkor tudja meg, hogy nagy szerelmét, Matildét, az apja Corradónak szánta. A Rudenz-vár előtt megjelenik Maria. Rambaldo, a gróf egykori bizalmasa felismeri. A nő elmondja neki, hogy még mindig reménytelenül szerelmes Corradóba, s bánatában kolostorba akar vonulni megnyugvást remélve. Megpillantja az ifjú párt és amikor tudomást szerez a gróf végrendeletéről dühösen előlép és felfedi kilétét. A hercegi trón természetesen az övé. A gróf hívei egységesen Maria oldalára állnak. Matildét börtönbe zárják, Corradónak pedig el kell hagynia a várat.

### Második felvonás
Maria megtudja, hogy Corrado Matilde megszöktetésére készül. Felkeresi őt Enrico is. Feltárja Matilde iránti szerelmét és elmondja, hogy imádottja elrablásáért kész lenne akár megölni is bátyját, eddig csak a testvéri kapcsolat tartotta vissza. Maria kap az alkalmon. Alighogy elmegy Enrico, megérkezik Corrado. Maria elmeséli neki, hogy valójában nem Waldorf gróf fia, hanem a gyilkos Ugóé. Emlékezteti egykori szerelmükre és kéri, a férfi térjen vissza hozzá. Ha így tesz, hercegként maga mellé emeli, ha ellenkezik, világgá kürtöli származását. Corrado erre kardot ránt és leszúrja Mariát. A haldokló Mária a berohanó szolgákat és fegyvereseit Corrado életének megkímélésére szólítja fel, úgy beállítva, mintha önkezével szúrta volna le magát.

### Harmadik felvonás
Matilde és Corrado végre megtarthatják esküvőjüket, hisz megint Matildére szállt a hercegi trón. Ám házasságuk baljós előjelek között indul: szárnyra kelt a hír, hogy Maria szelleme kísért a kastélyban. Amikor a szertartás után kilépnek a templom kapuján, Enrico állja el bátyja útját. Nyilvánosan gyilkos fiának, névbitorlónak nevezi és párbajra hívja. Míg ők elsietnek, Matildét egy apród keresi föl, kérve, menjen a trónterembe. Amint Corrado győztesen tér vissza a párbajról (Enricót megölte), szörnyű kiáltás hallatszik. A feltáruló ajtóban Maria áll, épp most szúrta le Matildét. Nem szellem ő, nem kísértet. Sebe nem volt halálos, legyengült ugyan, de nem halt meg. Újra kérleli Corradót kapcsolatuk folytatására. A férfi elborzadva tőle, kardot ránt, hogy újra megölje. Maria azonban ezt nem várja meg, letépi a sebeit takaró kötéseket és holtan esik össze.